# Transsexualitat
|  | No s'ha de confondre amb Transvestisme o Transgènere. |

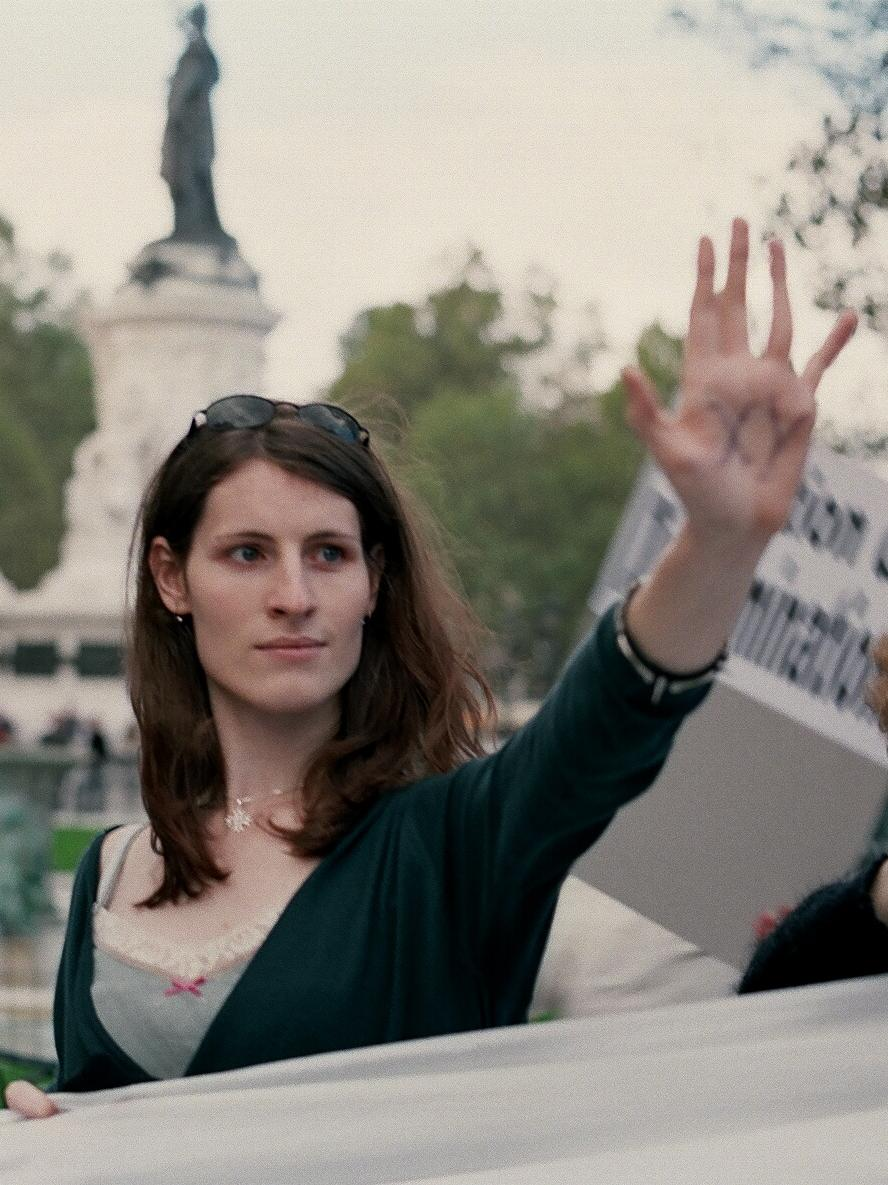
Una dona trans amb les lletres "XY" escrites al seu palmell

La transsexualitat és la condició segons la qual les persones transsexuals experimenten una identitat de gènere que és inconsistent o no associada culturalment amb el seu sexe assignat, i desitgen una transició permanent al gènere amb el qual s'identifiquen, normalment mitjançant assistència mèdica (incloent la teràpia de reemplaçament hormonal i altres teràpies de reassignament de sexe) per ajudar-los a alinear el seu cos amb el sexe o gènere amb què s'identifiquen. Transsexual és generalment considerat com un subconjunt de transgènere, però algunes persones transsexuals rebutgen l'etiqueta de transgènere. Es pot fer una diagnosi mèdica de disfòria de gènere si una persona expressa el desig per viure i ser acceptat com a membre del sexe amb què s'identifica, o si una persona té una malestar per la seva identitat de gènere.

## Terminologia

### Origen i ús detranssexual
Norman Haire va informar que l'any 1921, Dora R d'Alemanya va començar una operació de transició, sota la supervisió de Magnus Hirschfeld, que va acabar el 1930 amb èxit després d'una operació de reassignament de genitals. El 1930, Hirschfeld supervisà la segona operació de reassignament de genitals que va ser difosa en detall en una revista de Lili Elbe de Dinamarca. El 1923, Hirschfeld va introduir el terme "Transsexualismus", després que David Oliver Cauldwell introduís "transsexualitat" i "transsexual" a l'anglès l'any 1949 i 1950.

Sembla que Cauldwell fou el primer a utilitzar el terme per a referir-se a aquells que desitjaven un canvi en físic de sexe. El 1969, Harry Benjamin va afirmar haver estat el primer a utilitzar el terme "transsexual" en una conferència pública, el desembre de 1953. Benjamin va popularitzar el terme en el seu llibre The Transsexual Phenomenon (1966), en què descriu les persones transsexuals en una escala (més tard anomenada "l'escala de Benjamin") de tres nivells d'intensitat: "Transsexual (no quirúrgic)", "Transsexual (intensitat moderada)", i "Transsexual (intensitat alta)". En el seu llibre, Benjamin va descriure la transsexualitat "real" d'aquesta manera:
| « | Els transsexuals reals senten que pertanyen a l'altre sexe, volen ser i funcionar com a membres del sexe oposat, no només semblar-ho. Per ells, els seus òrgans sexuals, els primaris (testicles) i els secundaris (penis i altres) són deformitats repugnants que han de ser canviades pel ganivet d'un cirurgià. | » |

Benjamin va suggerir que les dones transsexuals d'intensitat moderada poden beneficiar-se de la medicació d'estrògens com a "substitut o preliminar a l'operació". Algunes persones han tingut l'operació de reassignació de sexe però no compleixen amb la definició anterior de transsexual (és a dir, la de Gregori Hemingway). Altres persones no desitgen ser operades tot i que compleixen amb la definició de Benjamin de "transsexual real". La transsexualitat va ser inclosa per primera vegada en el DSM-III l'any 1980 i de nou en el DSM-III-R l'any 1987, on es troba a l'apartat Trastorns evidents per primera vegada en la infància o l'adolescència.
Més enllà de l'obra de Benjamin, que es va centrar en les dones transsexuals, hi ha casos d'homes transsexuals, per als quals la cirurgia genital pot no ser tan pràctica. Benjamin va donar cartes aclaridores a les seves pacients transsexuals que declaraven que "el seu sexe anatòmic, és a dir, el cos, és masculí. El seu sexe psicològic, és a dir, la ment, és femenina." Després del 1967 Benjamin abandonà aquesta terminologia en favor d'"identitat de gènere."

### Relació entretranssexualitransgènere
Al mateix temps que el llibre de Benjamin, el 1965, el terme transgènere va ser encunyat per John Oliven. En la dècada del 1990, transsexual havia arribat a ser considerat un subconjunt del terme general transgènere. El terme transgènere ara és més comú, i molta gent transgènere prefereix la designació transgènere i rebutgen transsexual. El terme transsexual, tanmateix, continua sent utilitzat, i algunes persones que segueixen assistència mèdica (per exemple, cirurgia de reassignació de sexe) per a canviar les seves característiques sexuals segons la seva identitat de gènere prefereixen la denominació transsexual i rebutgen transgènere. Una raó donada per la gent transsexual que rebutja l'etiqueta transgènere és que, per la gent que ha passat per una operació de reassignació de sexe, el seu sexe anatòmic ha estat alterat, mentre que el seu gènere continua sent el mateix.
Històricament, una raó per la qual algunes persones preferien transsexual a transgènere és que la comunitat mèdica entre les dècades del 1950 i del 1980 va intentar implantar una distinció entre aquests termes de manera que es permetés accedir a un tractament mèdic només a la gent transsexual. Altres persones transsexuals diuen que aquells que no volen una operació de reassignació de gènere són fonamentalment diferents d'aquells que volen, i que els dos tenen inquietuds diferents però aquesta visió és controvertida, i d'altres afirmen que els tractaments mèdics no tenen unes conseqüències tan importants com per separar en dues categories tan distintives. Un altre motiu per oposar-se a terme transsexual és la preocupació que això implica alguna cosa a veure amb la sexualitat, quan en realitat és sobre la identitat de gènere. Per exemple, Christine Jorgensen, la primera persona coneguda àmpliament per haver tingut l'operació de reassignació de gènere (en aquest cas, d'home a dona), va rebutjar transsexual i va decidir utilitzar l'etiqueta transgènere.

### Terminologia
La paraula transsexual és més utilitzada com a adjectiu en lloc de com a substantiu, és a dir, es diu "una persona transsexual" més que simplement "una transsexual". Com la resta de les persones trans, la gent transsexual prefereix que s'utilitzin els pronoms i les paraules associades a la seva identitat de gènere. Per exemple, un home trans és una persona a qui li va ser assignat el sexe femení en néixer basant-se en els seus genitals, però, tot i l'assignació, s'identifica com un home i està en procés de transició o ha passat la transició al gènere masculí; en el cas d'un home transsexual, ell té o tindrà, a més, un cos masculí. A vegades es parla de les persones transsexuals en termes "direccionals", com ara "dona-a-home" per a un home transsexual, abreujat a "DaH" o "home-a-dona", abreujat "HaD", per a una dona transsexual (en anglès, MtF i FtM respectivament).
Els termes disfòria de gènere i trastorn de la identitat de gènere no es van utilitzar fins a la dècada del 1970, quan Laub i Fisk publicaren diverses obres sobre la transsexualitat amb aquests termes. "Transsexualitat" va ser substituïda en el DSM-IV per "trastorn d'identitat de gènere en adolescents i adults".

### Androfíliaiginefília
L'ús d'homosexual transsexual i termes relacionats s'ha aplicat a les persones transsexuals des de mitjans del segle xx, tot i les preocupacions sobre la terminogia que s'ha expressat des de llavors. Harry Benjamin va dir el 1966:
| «                | ...sembla evident que la qüestió "És el transsexual homosexual?" s'ha de contestar "sí" i "no". "Sí," si es considera la seva anatomia; "no" si es dona preferència a la seva psique. Quina seria la situació després de realitzar-se la cirurgia correctiva i si l'anatomia sexual sembla ara la d'una dona? És la "nova dona" encara un home homosexual? "Sí," si preval la pedanteria i les tecnicalitats; "no" si s'apliquen la raó i el sentit comú i si el pacient respectiu és tractat com una persona i no com un segell de goma. | » |
| — Harry Benjamin | |   |

Moltes fonts, incloent-hi alguns partidaris de la tipologia, critiquen l'elecció d'aquest text com a confús i degradant. El biòleg Bruce Bagemihl escriu "...el punt de referència per a les orientacions "heterosexual" o "homosexual" en aquesta nomenclatura és solament el sexe genètic de l'individu anterior a la reassignació. D'aquesta manera, aquestes etiquetes ignoren el sentit personal del gènere de cada individu donant-se preferència per sobre del sexe biològic, en comptes del revés." La terminologia de Bagamihl fa més fàcil dir que les persones transsexuals són en realitat homes homosexuals que volen escapar de l'estigmatització. Leavitt i Berger afirmaren el 1990 que "L'etiqueta homosexual transsexual és confusa i controvertida entre els homes que busquen reassignació de sexe. Els crítics argumenten que el terme "homosexual transsexual" és "heterosexista", "arcaic", i humiliant perquè etiqueta les persones segons el sexe assignat en néixer, en comptes de per la seva identitat de gènere. Benjamin, Leavitt i Berger han utilitzat tots el terme en les seves obres. El sexòleg John Bancroft també va expressar recentment penediment per haver usat aquesta terminologia, que era l'estàndard quan l'utilitzava, per referir-se a dones transsexuals. Diu que ara intenta triar les seves paraules més sensiblement. El sexòleg Charles Allen Moser és igualment crític amb la terminologia.
L'ús d'androfília i ginefília es va proposar i popularitzar gràcies a la psicòloga Ron Langevin en la dècada del 1980. El psicòleg Stephen T. Wegener escriu, "Langevin fa diverses propostes concretes pel que fa al llenguatge utilitzat per descriure anomalies sexuals. Per exemple, proposa els termes ginefílic i androfílic per indicar el tipus de parella preferent independentment de la identitat de gènere o el vestit de l'individu. Aquells que estan escrivint i investigant en aquesta àrea farien bé d'adoptar el seu vocabulari clar i concís."
El psiquiatre Anil Aggrawal explica per què els termes són útils en un glossari: 
| «               | Androfília – atracció romàntica i/o sexual cap a homes adults. El terme, juntament amb ginefília, és necessari per a superar les immenses dificultats en caracteritzar l'orientació sexual d'homes i dones trans. Per exemple, és difícil decidir si un home trans atret eròticament cap a homes és una dona heterosexual o un home homosexual; o una dona trans eròticament atreta cap a les dones és un home heterosexual o una dona lesbiana. Qualsevol intent de classificar-los no només pot causar confusió, sinó ofendre la gent afectada. En aquests casos, quan s'ha de definir l'atracció sexual, és millor centrar-se en l'objecte de l'atracció més que en el sexe o el gènere del subjecte. | » |
| — Anil Aggrawal | |   |

La psicòloga Raquel Ana Heath escriu:
| «                  | Els termes homosexual i heterosexual són incòmodes, especialment quan el primer s'utilitza amb, o en comptes de, gai i lesbiana. Alternativament, utilitzo ginefílic i androfílic per referir-me a la preferència sexual per les dones i els homes, respectivament. Ginefílic i androfílic deriven del grec i significa amor d'una dona i amor d'un home, respectivament. Així que un home ginefílic és un home a qui li agraden les dones, és a dir, un home heterosexual, mentre que un home androfílic és un home a qui li agraden els homes, és a dir, un home gai. Per completar la informació, una lesbiana és una dona ginefílica, una dona a qui li agraden altres dones. Una dona transsexual ginefílica és una dona amb antecedents transsexuals que té preferència sexual per les dones. Excepte quan les etiquetes homosexual i heterosexual siguin més fàcils d'entendre en el context, aquesta terminologia més precisa serà utilitzada al llarg del llibre. Com que les paraules homosexual, gai i lesbiana sovint estan associades amb el fanatisme i l'exclusió en moltes societats, l'èmfasi en l'afiliació sexual és apropiada i socialment justa. | » |
| — Raquel Ana Heath | |   |

L'autor Helen Boyd hi està d'acord, escrivint, "seria molt més precís definir l'orientació sexual com a "androfílic" (amor als homes) i "ginefílic" (amor a les dones)." La científica sociomèdica Rebecca Jordan-Young repta investigadors com Simon LeVay, J. Michael Bailey, i Martin Lalumiere, de qui diu que "han fracassat completament en apreciar les implicacions de formes alternatives d'anomenar l'orientació sexual."

## Diagnosi mèdica
Fins al juny de 2018, la transsexualitat apareixia en la Classificació estadística internacional de les malalties i dels problemes de salut connexos (CIM, en la seva desena edició). A partir del juny de 2018, quan es va publicar l'onzena edició del CIM, la transsexualitat va ser reanomenada com a "incongruència de gènere" i moguda a l'apartat de condicions relacionades amb la salut sexual.
Històricament, la transsexualitat ha estat inclosa en el Manual Diagnòstic i Estadístic dels Trastorns Mentals (DSM) de l'Associació Americana de Psiquiatria (en anglès, abreujat APA). Amb el DSM-5, la transsexualitat es va retirar com a diagnòstic, i es va crear un diagnòstic de disfòria de gènere en el seu lloc. Aquest canvi es va fer per a reflectir el consens dels membres de l'APA que la transsexualitat no és en si mateixa un trastorn i que la gent transsexual no hauria de ser estigmatitzada innecessàriament. A causa del diagnòstic de disfòria de gènere, les persones transsexuals són encara capaces d'accedir a l'atenció mèdica durant el procés de transició.
El diagnòstic actual per a les persones transsexuals que es presenten per un tractament mèdic és disfòria de gènere. Segons els estàndards d'atenció formulats per l'Associació Professional Mundial per la Salut Transgènere (en anglès, abreujat WPATH), anteriorment coneguda com l'Associació Internacional de la Disfòria de Genere Harry Benjamin, aquesta etiqueta diagnòstica sovint és necessària per a obtenir la teràpia de reassignació de sexe amb cobertura de l'assegurança de salut, i la denominació de trastorn de la identitat de gènere com a trastorn mental no és un motiu per a l'estigmatització o per la privació dels drets civils a aquestes persones.

## Assistència mèdica

### Teràpia de reassignació de sexe
Teràpia de reassignació de sexe és un terme genèric per a tots els tractaments mèdics relacionats amb la reassignació de sexe de gent transgènere i intersexual. Tot i que a vegades la teràpia s'anomena "reassignació de gènere", per aquells que fan servir la paraula sexe per descriure la biologia d'un individu i gènere per a descriure la seva identitat personal i rol social, consideren que aquesta forma és enganyosa.
Cada persona tria diferents opcions pel que fa a la teràpia de reassignació de sexe, que poden incloure la teràpia de reemplaçament hormonal de dona a home o d'home a dona per a modificar els  caràcters sexuals secundaris, cirurgia de reassignació de sexe (com orquiectomia) per alterar els caràcters sexuals primaris, cirurgia toràcica, com ara implants de mames o augment de mames, o, en el cas de les dones trans, una condrolaringoplastia, cirurgia de feminització facial o eliminació permanent del pèl.
Per a obtenir la teràpia de reassignació de sexe, les persones transsexuals en general estan obligades a sotmetre's a una avaluació psicològica i rebre un diagnòstic de trastorn d'identitat de gènere, d'acord amb els Estàndards d'Atenció, publicats per l'Associació Professional Internacional per la Salut Transgènere. Aquesta avaluació és normalment acompanyada d'assessorament per l'ajustament al rol de gènere desitjat, pels efectes i els riscos dels tractaments mèdics, i de vegades també amb una teràpia psicològica. Els Estàndards d'Atenció s'han concebut com a directrius, no com a regles rígides, i tenen per objectiu garantir que els clients estiguin degudament informats i en bona salut psicològica.

#### Els rols de gènere i la transició
Després d'una primera avaluació psicològica, els homes i les dones trans, poden iniciar un tractament mèdic, començant amb la teràpia de reemplaçament hormonal o els bloquejadors d'hormones. En aquests casos, a les persones que canvien el seu sexe normalment se'ls demana que hagin viscut com a membres del seu gènere durant com a mínim un any abans de la cirurgia genital, adquirint una experiència de vida real, que és de vegades anomenada el "test de vida real" (RLT en anglès). Les persones transsexuals poden passar per alguns, tots, o cap dels procediments mèdics disponibles, en funció del sentiments personals, salut, ingressos, i altres consideracions.
Com la resta de les persones trans, les persones transsexuals poden referir-se a elles mateixes com a homes trans o dones trans. Les persones transsexuals desitgen establir un rol de gènere permanent com a membre del gènere amb el qual s'identifiquen, i moltes persones transsexuals desitgen intervencions com a part del procés d'expressar el seu gènere. Tot el procés de canvi físic des d'un sexe i una presentació social d'un gènere a un altre sovint és referit com a transició, i en general dura diversos anys. Les persones transsexuals que fan una transició normalment canvien els seus rols de gènere, el nom legal i el sexe legal.
No totes les persones transsexuals passen per una transició física. Algunes tenen raons per no fer-ho; per exemple, el preu car de la cirurgia, el risc de complicacions mèdiques, o condicions mèdiques que fan que l'ús d'hormones o cirurgia sigui perillós. Alguns no s'identifiquen amb un altre gènere binari. D'altres troben un equilibri en un punt durant el procés i decideixen no continua, independentment que s'identifiquin o no amb un gènere binari. Moltes persones transsexuals, incloent les binàries, no se sotmeten a la cirurgia genital, perquè ja els sembla bé tenir els genitals que tenen, o perquè estan prefereixen no arriscar-se a malmetre els nervis o perdre el plaer sexual, inclòs l'orgasme. Això és especialment habitual en els homes trans, molts dels quals estan insatisfets amb l'estat actual de fal·loplàstia, que generalment no arriba als resultats desitjats.

### Tractament psicològic
Tècniques psicològiques que pretenen alterar la identitat de gènere i alinear-la amb sexe assignat són sovint ineficaces. Els Estàndards d'Atenció estableixen que a vegades l'únic tractament raonable i efectiu per les persones transsexuals és passar per una teràpia de reassignació de sexe.
La necessitat de tractament de les persones transsexuals és emfatitzada per la gran quantitat de problemes de salut mental, incloent la depressió, l'ansietat, i diverses addiccions, així com una taxa de suïcidi més alta, que la gent transsexual no tractada pateix en comparació a la població general. Aquests problemes matisen per un canvi de rol de gènere o de característiques físiques.
Molts activistes transgènere i transsexuals diuen que aquest problemes normalment no estan relacionats amb la pròpia identitat de gènere, sinó amb les respostes culturals i socials cap a la gent trans.

## Legislació
Molts països, Espanya inclosa, dificulten l'adopció d'un nom que es correspongui amb el gènere identificat perquè el canvi de nom legal està condicionat al canvi de sexe legal, una cirurgia que no tothom vol rebre, ni tothom pot pagar.
La discriminació de la gent transsexual a Catalunya, a Espanya i al món, és molt gran. Són nombrosos els crims d'odi contra la població transsexual, i gran parts d'ella perviu en condicions de pobresa en una societat que els menysté laboralment i socialment.
Al Parlament de Catalunya es van promoure per part d'ERC, ICV i el PSC diferents iniciatives per modificar l'estatus legal i social de les persones transsexuals, però fins al 2004 no hi va haver cap canvi, sobretot per l'oposició del PPC i de CiU.
L'1 de març de 2007 el Congrés dels Diputats va aprovar la Llei d'Identitat de Gènere que, tot i mantenir una criticada consideració mèdica i diagnòstica de la transsexualitat (disfòria de gènere), permet el canvi de sexe legal en un procés administratiu on no és obligatòria la cirurgia genital, respectant, per tant, el principal element reivindicatiu dels col·lectius transsexuals espanyols. Aquesta llei és potser la més avançada que es coneix, i només comparable a la Llei anglesa de Transsexualitat (2004), que va ser-ne un motor impulsor en no exigir tampoc la cirurgia genital pel canvi de sexe legal.
El 2 d'octubre del 2014 es va aprovar al Parlament de Catalunya la Llei de dret de les persones lesbianes, gais, bisexuals, transgèneres i intersexuals per tal de dotar major visibilitat al col·lectiu LGTBI, així com dotar-se d'estratègies i plans per perseguir i actuar en casos de discriminació i maltractament per l'orientació sexual.

### Crítica a la transexualitat des de part del feminisme radical
Des d'un sector del feminisme radical es considera a la transsexualitat una forma de reproduir els rols de gènere. Sheila Jeffreys considera la cirurgia de reassignació de sexe com una forma d'«automutilació», i opina que és conseqüència de la desigualtat de les dones, de la violència masculina i de l'opressió lèsbica. Els seus plantejaments es desenvolupen en l'obra Unpacking Queer Politics: A Lesbian Feminist Perspective.